# IN MY HEART
『IN MY HEART』（イン・マイ・ハート）は、堀江美都子の7枚目オリジナル・アルバムである。1986年2月21日に日本コロムビアより発売されている。
前作アルバム『素直になれなくて』から1年半後リリース。メロウな哀愁味のある曲と優しいフォーク調の曲で構成された。「優しくなれたら…」と「夢の行方」は堀江美都子本人が作詞・作曲を手掛けている。

## 収録曲
1. Silky Lady
作詞・作曲：小坂明子
2. Lonely Dreamer
作詞：竜真知子、作曲：樫原伸彦
3. さよならの気配
作詞・作曲：小坂明子
4. 優しくなれたら…
作詞・作曲：堀江美都子
5. 叱られたくて
作詞：佐藤純子、作曲：米倉良広
6. ふりむけばレイニー・ステーション
作詞：竜真知子、作曲：有澤孝紀
7. ペパーミント通りの憂鬱
作詞：竜真知子、作曲：有澤孝紀
8. Myself
作詞：佐藤純子、作曲：米倉良広
9. 6才の誕生日にもらったフランス人形
作詞：さがらよしあき、作曲：小林克己
10. 夢の行方
作詞・作曲：堀江美都子